# Ángel Vladimir Sánchez
Ángel Vladimir Sánchez Armentero (Pinar del Río, 24 de noviembre de 1974) es un deportista cubano que compitió en judo.
Ganó una medalla en los Juegos Panamericanos de 1999 y tres medallas en el Campeonato Panamericano de Judo entre los años 1996 y 1998.

## Palmarés internacional
| Juegos Panamericanos    | Juegos Panamericanos            | Juegos Panamericanos | Juegos Panamericanos |
| Año                     | Lugar                           | Medalla              | Categoría            |
| ----------------------- | ------------------------------- | -------------------- | -------------------- |
| 1999                    | Winnipeg (Canadá)               | Medalla de oro       | +100 kg              |
| Campeonato Panamericano |                                 |                      |                      |
| Año                     | Lugar                           | Medalla              | Categoría            |
| 1996                    | San Juan (Puerto Rico)          | Medalla de plata     | –95 kg               |
| 1997                    | Guadalajara (México)            | Medalla de plata     | –95 kg               |
| 1998                    | Santo Domingo (Rep. Dominicana) | Medalla de oro       | +100 kg              |